# Face to face (The Shoes)
Face to face is een single van The Shoes. Het is afkomstig van hun reüniealbum Make up your make-up. Het was de laatste echt succesvolle single in Nederland, alleen Make up your make-up zou nog een zeer bescheiden notering krijgen. Daarna hielden de heren het weer voor gezien. Het singletje is opgenomen in de Soundpush Studio in Blaricum

## Musici
- Theo van Es, Wim van Huis – zang, gitaar
- Jan Versteegen – basgitaar zang
- Henk Versteegen – slagwerk

Met hulp van derden.

## Hitnotering

### Nederlandse Top 40
| Hitnotering: week 6 t/m 12 in 1974 | Hitnotering: week 6 t/m 12 in 1974 | Hitnotering: week 6 t/m 12 in 1974 | Hitnotering: week 6 t/m 12 in 1974 | Hitnotering: week 6 t/m 12 in 1974 | Hitnotering: week 6 t/m 12 in 1974 | Hitnotering: week 6 t/m 12 in 1974 | Hitnotering: week 6 t/m 12 in 1974 | Hitnotering: week 6 t/m 12 in 1974 |
| Week:                              | 1                                  | 2                                  | 3                                  | 4                                  | 5                                  | 6                                  | 7                                  |                                    |
| ---------------------------------- | ---------------------------------- | ---------------------------------- | ---------------------------------- | ---------------------------------- | ---------------------------------- | ---------------------------------- | ---------------------------------- | ---------------------------------- |
| Positie:                           | 26                                 | 20                                 | 15                                 | 12                                 | 13                                 | 24                                 | 39                                 | uit                                |

### NederlandseDaverende 30
| Hitnotering: 9-2-1974 t/m 22-3-1974 | Hitnotering: 9-2-1974 t/m 22-3-1974 | Hitnotering: 9-2-1974 t/m 22-3-1974 | Hitnotering: 9-2-1974 t/m 22-3-1974 | Hitnotering: 9-2-1974 t/m 22-3-1974 | Hitnotering: 9-2-1974 t/m 22-3-1974 | Hitnotering: 9-2-1974 t/m 22-3-1974 | Hitnotering: 9-2-1974 t/m 22-3-1974 |
| Week:                               | 1                                   | 2                                   | 3                                   | 4                                   | 5                                   | 6                                   |                                     |
| ----------------------------------- | ----------------------------------- | ----------------------------------- | ----------------------------------- | ----------------------------------- | ----------------------------------- | ----------------------------------- | ----------------------------------- |
| Positie:                            | 27                                  | 19                                  | 13                                  | 12                                  | 13                                  | 24                                  | uit                                 |

### BelgischeBRT Top 30
| Hitnotering: 2-3-1974 t/m | Hitnotering: 2-3-1974 t/m | Hitnotering: 2-3-1974 t/m | Hitnotering: 2-3-1974 t/m | Hitnotering: 2-3-1974 t/m | Hitnotering: 2-3-1974 t/m |
| Week:                     | 1                         | 2                         | 3                         | 4                         |                           |
| ------------------------- | ------------------------- | ------------------------- | ------------------------- | ------------------------- | ------------------------- |
| Positie:                  | 30                        | 27                        | 13                        | 28                        | uit                       |